# Gueorgui Asparuhov
Gueorgui Asparuhov (en búlgaro: Георги Аспарухов; 4 de mayo de 1943 - 30 de junio de 1971; Sofía), también escrito como Asparukhov o Asparuchov, fue un futbolista internacional búlgaro, considerado uno de los mejores futbolistas de la historia de Bulgaria. Desarrolló prácticamente toda su carrera deportiva en el Levski Sofía, con el que ganó tres campeonatos de liga y fue escogido Futbolista Búlgaro del año en 1965. 
Un delantero prolífico de su generación, Asparuhov era conocido por su remate, técnica y habilidad de cabeza. Fue votado como el mejor futbolista búlgaro del siglo XX  y el 40.º mejor jugador europeo del siglo,  una posición compartida con Paolo Rossi. Asparuhov también fue nominado para el Balón de Oro 1965, terminando octavo en la clasificación final con 9 puntos.
Asparuhov debutó con Bulgaria el 6 de mayo de 1962 a la edad de 19 años. Jugó 49 partidos en total y marcando 18 goles, participando en tres Copas del Mundo, en 1962, 1966 y 1970.
La carrera de Asparuhov se truncó en 1971 a la edad de 28 años cuando murió en un accidente automovilístico. El estadio del Levski Sofia lleva su nombre en su honor.

## Carrera profesional

### Comienzos en Levski
Asparuhov comenzó su carrera senior en el Levski Sofia al final de la temporada 1959-60 a la edad de 17 años. Hizo su debut el 5 de junio de 1960 en una derrota en casa por 1-0 ante el Lokomotiv Sofía, entrando como suplente en la segunda mitad. Su primer gol en la categoría absoluta llegó durante la siguiente campaña cuando anotó en el empate 1-1 ante el Botev Plovdiv el 28 de septiembre de 1960.

### Botev Plovdiv
En enero de 1962, Asparuhov se unió al Botev Plovdiv, donde ganó la Copa de Bulgaria 1961-62 unos meses después. El 13 de septiembre de 1962, marcó su debut europeo como visitante ante el Fotbal Club FCSB con dos goles, pero su equipo perdió el partido por 3-2 en la eliminatoria de ida de la ronda preliminar de la Recopa de Europa 1962-63. Una semana después, en el partido de vuelta de la eliminatoria europea de Botev contra el Steaua, Asparuhov anotó su primer  hat-trick en una contundente victoria en casa por 5-1. También anotó en la victoria por 4-0 sobre el Shamrock Rovers el 24 de octubre de 1962 y se convirtió en el máximo goleador del torneo con 6 goles.
En octubre de 1963, Asparuhov regresó al Levski Sofia. 

### Regreso a Levski
Ampliamente considerado como el mejor jugador del Levski de todos los tiempos, Asparuhov jugó más de 230 partidos para el club, ganando tres títulos de la Liga y tres Copas de Bulgaria. Durante su tiempo en el club ganó el premio al futbolista búlgaro del año y al deportista búlgaro del año en 1965.
Asparuhov es el tercer máximo goleador de todos los tiempos del Levski (153). En la temporada 1964-65 se convirtió en el máximo goleador de la liga con 27 goles en 29 partidos.
En la Copa de Europa 1965-66, el Levski se enfrentó al SL Benfica de Eusébio. El equipo portugués eliminó al Levski tras una igualada eliminatoria por 3-2 y 2-2, de los que Gundi anotó tres de los goles del Levski (el restante fue de Simo Nikolov). De hecho, Asparuhov fue el primer jugador en anotar dos goles en el Estádio da Luz. Tras este partido, el Levski creció en popularidad en Europa y el club portugués quiso fichar a Asparuhov, pero el gobierno comunista de Bulgaria no lo permitió.
El AC Milan fue otro de los equipos europeos occidentales que trató de abordar el fichaje de la estrella búlgara. El Levski se midió al Milan en una eliminatoria de Recopa de Europa en 1967 y el equipo rossoneri ofreció a Asparuhov medio millón de dólares y una huida segura del país. Pese a la insistencia del técnico italiano Nereo Rocco, Asparuhov rechazó la oferta con una frase que quedó marcada para el resto de la historia del Levski: 
"Hay un país llamado Bulgaria y, allí, un equipo llamado Levski. No habréis oído hablar de él, pero nací allí y moriré allí".

## Selección nacional
Asparuhov debutó con la selección búlgara con tan solo 19 años, en un partido amistoso contra Austria en el Estadio Ernst Happel de Viena el 6 de mayo de 1962 y fue incluido entre los 22 hombres para Chile 1962. Hizo su debut en la Copa del Mundo en el segundo partido del grupo contra Hungría en el Estadio El Teniente en Rancagua el 3 de junio de 1962.
Asparuhov anotó sus primeros goles con Bulgaria el 7 de noviembre de 1962, en la victoria en casa por 3-1 sobre Portugal en un partido de clasificación para la Eurocopa 1964. Luego, fue el máximo goleador de Bulgaria en su campaña de clasificación para la Copa del Mundo de 1966 con cinco goles. Durante la Copa del Mundo marcó el único gol de Bulgaria en la derrota por 1-3 contra Hungría en Old Trafford en Mánchester.
Anto 1 gol en dos partidos en la clasificación para la Eurocopa 1968, Bulgaria avanzó hasta los play-offs sin embargo caerían ante Italia por un total de 4-3; anotó 4 tantos en la clasificación para la Copa del Mundo de 1970 uno ante Países Bajos otro ante Polonia y un doblete ante Luxemburgo, jugó los tres partidos contra Perú, Alemania y Marruecos, no anotó ningún gol; anotó su último gol en un amistoso ante Perú donde los búlgaros se impusieron 3-5 

### Participación en Copas del Mundo
| Mundial                        | Sede                   | Resultado              | Pj | Goles | Prom. |
| ------------------------------ | ---------------------- | ---------------------- | -- | ----- | ----- |
| Copa Mundial de Fútbol de 1962 | Chile                  | Primera fase           | 1  | 0     | 0,00  |
| Copa Mundial de Fútbol de 1966 | Inglaterra             | Primera fase           | 3  | 1     | 0,33  |
| Copa Mundial de Fútbol de 1970 | México                 | Primera fase           | 3  | 0     | 0.00  |
| Total en fases finales         | Total en fases finales | Total en fases finales | 7  | 1     | 0,14  |

### Goles internacionales
| #  | Fecha                   | Lugar                                | Rival        | Gol   | Resultado | Competición                                  |
| -- | ----------------------- | ------------------------------------ | ------------ | ----- | --------- | -------------------------------------------- |
| 1  | 7 de noviembre de 1962  | Estadio Nacional Vasil Levski, Sofía | Portugal     | 1 - 1 | 3 - 1     | Clasificación para la Eurocopa 1964          |
| 2  | 7 de noviembre de 1962  | Estadio Nacional Vasil Levski, Sofía | Portugal     | 2 - 1 | 3 - 1     | Clasificación para la Eurocopa 1964          |
| 3  | 6 de enero de 1963      | Stade 20 Août 1955, Argel            | Argelia      | 0 - 1 | 1 - 2     | Amistoso                                     |
| 4  | 23 de enero de 1963     | Estadio Olímpico de Roma, Roma       | Portugal     | 1 - 0 | 1 - 0     | Clasificación para la Eurocopa 1964          |
| 5  | 13 de junio de 1965     | Estadio Nacional Vasil Levski, Sofía | Israel       | 3 - 0 | 4 - 0     | Clasificación para la Copa del Mundo de 1966 |
| 6  | 26 de setiembre de 1965 | Estadio Nacional Vasil Levski, Sofía | Bélgica      | 2 - 0 | 3 - 0     | Clasificación para la Copa del Mundo de 1966 |
| 7  | 21 de noviembre de 1965 | Estadio Ramat Gan, Ramat Gan         | Israel       | 1 - 2 | 1 - 2     | Clasificación para la Copa del Mundo de 1966 |
| 8  | 29 de diciembre de 1965 | Estadio Artemio Franchi, Florencia   | Bélgica      | 1 - 0 | 2 - 1     | Clasificación para la Copa del Mundo de 1966 |
| 9  | 29 de diciembre de 1965 | Estadio Artemio Franchi, Florencia   | Bélgica      | 2 - 0 | 2 - 1     | Clasificación para la Copa del Mundo de 1966 |
| 10 | 14 de junio de 1966     | Estadio Renato Dall'Ara, Bolonia     | Italia       | 2 - 1 | 6 - 1     | Amistoso                                     |
| 11 | 20 de julio de 1966     | Old Trafford, Mánchester             | Hungría      | 1 - 0 | 1 - 3     | Copa del Mundo de 1966                       |
| 12 | 12 de noviembre de 1967 | Estadio Nacional Vasil Levski, Sofía | Suecia       | 3 - 0 | 3 - 0     | Clasificación para la Copa del Mundo de 1970 |
| 13 | 27 de octubre de 1968   | Estadio Nacional Vasil Levski, Sofía | Países Bajos | 2 - 0 | 2 - 0     | Clasificación para la Copa del Mundo de 1970 |
| 14 | 11 de diciembre de 1968 | Estadio de Wembley, Londres          | Inglaterra   | 0 - 1 | 1 - 1     | Amistoso                                     |
| 15 | 23 de abril de 1969     | Estadio Nacional Vasil Levski, Sofía | Luxemburgo   | 1 - 0 | 2 - 1     | Clasificación para la Copa del Mundo de 1970 |
| 16 | 23 de abril de 1969     | Estadio Nacional Vasil Levski, Sofía | Luxemburgo   | 2 - 0 | 2 - 1     | Clasificación para la Copa del Mundo de 1970 |
| 17 | 15 de junio de 1969     | Estadio Nacional Vasil Levski, Sofía | Polonia      | 4 - 1 | 4 - 1     | Clasificación para la Copa del Mundo de 1970 |
| 18 | 24 de febrero de 1970   | Estadio Nacional del Perú, Lima      | Perú         | 2 - 3 | 3 - 5     | Amistoso                                     |

## Fallecimiento
Asparuhov falleció en un accidente automovilístico mientras iba con su compañero y amigo Nikola Kotkov. Fueron enterrados juntos en el Cementerio Central de Sofía. A su funeral acudieron 550.000 personas para mostrarles sus respetos. Como honor póstumo, el estadio del Levski Sofia fue renombrado con su nombre.

## Estadísticas
Asparuhov jugó en el Levski Sofia en dos etapas, primero en 1960-61 y 1964-71, con un periodo intermedio en el Botev Plovdiv 1961-63. Jugó 245 partidos y marcó 150 goles en la primera división búlgara. Algunos de los mejores clubes europeos de la época intentaron, sin éxito, su fichaje.

### Clubes
| Club | Temporada     | Liga  | Liga  | Copas (1) | Copas (1) | Internacional (2) | Internacional (2) | Total (3) | Total (3) | Promedio |
| Club | Temporada     | Part. | Goles | Part.     | Goles     | Part.             | Goles             | Part.     | Goles     | Promedio |
| --- | ------------- | ----- | ----- | --------- | --------- | ----------------- | ----------------- | --------- | --------- | -------- |
| Levski Sofia Bulgaria |               |       |       |           |           |                   |                   |           |           |          |
| 1959-60 | 2             | 0     | -     | -         | -         | -                 | 2                 | 0         | 0.00      |          |
| 1960-61 | 14            | 3     | 1     | 0         | -         | -                 | 15                | 3         | 0.20      |          |
| 1961-62 | 7             | 4     | -     | -         | -         | -                 | 7                 | 4         | 0.57      |          |
| Total club | 23            | 7     | 1     | 0         | 0         | 0                 | 24                | 7         | 0.29      |          |
| Botev Plovdiv Bulgaria |               |       |       |           |           |                   |                   |           |           |          |
| 1961-62 | 14            | 5     | 2     | 1         | -         | -                 | 16                | 6         | 0.38      |          |
| 1962-63 | 27            | 16    | 6     | 3         | 6         | 6                 | 39                | 25        | 0.64      |          |
| 1963-64 | 6             | 4     | -     | -         | -         | -                 | 6                 | 4         | 0.67      |          |
| Total club | 47            | 25    | 8     | 4         | 6         | 6                 | 61                | 35        | 0.57      |          |
| Levski Sofia Bulgaria |               |       |       |           |           |                   |                   |           |           |          |
| 1963-64 | 22            | 15    | 5     | 6         | -         | -                 | 27                | 21        | 0.78      |          |
| 1964-65 | 29            | 27    | 6     | 3         | -         | -                 | 35                | 30        | 0.86      |          |
| 1965-66 | 22            | 13    | -     | -         | 4         | 5                 | 26                | 18        | 0.69      |          |
| 1966-67 | 11            | 7     | 5     | 3         | -         | -                 | 16                | 10        | 0.63      |          |
| 1967-68 | 25            | 14    | 2     | 1         | 2         | 2                 | 29                | 17        | 0.59      |          |
| 1968-69 | 27            | 22    | 3     | 1         | -         | -                 | 30                | 23        | 0.77      |          |
| 1969-70 | 24            | 12    | 3     | 2         | 4         | 3                 | 31                | 17        | 0.55      |          |
| 1970-71 | 16            | 8     | 2     | 0         | 2         | 2                 | 20                | 10        | 0.50      |          |
| Total club | 176           | 118   | 26    | 16        | 12        | 12                | 214               | 146       | 0.68      |          |
| Total carrera | Total carrera | 246   | 150   | 35        | 20        | 18                | 18                | 299       | 188       | 0.63     |
| (1) Incluye datos de la Copa de Bulgaria. (2) Incluye datos de la Liga de Campeones de la UEFA, Recopa de Europa. (3) No incluye goles en partidos amistosos. |               |       |       |           |           |                   |                   |           |           |          |

## Palmarés

### Campeonatos nacionales
| Título              | Club          | País     | Año     |
| ------------------- | ------------- | -------- | ------- |
| Copa de Bulgaria    | Botev Plovdiv | Bulgaria | 1961-62 |
| Liga Bulgaria A PFG | Levski Sofia  | Bulgaria | 1964-65 |
| Copa de Bulgaria    | Levski Sofia  | Bulgaria | 1966-67 |
| Liga Bulgaria A PFG | Levski Sofia  | Bulgaria | 1967-68 |
| Liga Bulgaria A PFG | Levski Sofia  | Bulgaria | 1970-71 |
| Copa de Bulgaria    | Levski Sofia  | Bulgaria | 1969-70 |
| Copa de Bulgaria    | Levski Sofia  | Bulgaria | 1970-71 |

### Distinciones individuales
| Distinción                                                 | Club                    | Año     |
| ---------------------------------------------------------- | ----------------------- | ------- |
| Máximo goleador de la Liga Bulgaria A PFG                  | Levski Sofia            | 1964-65 |
| Máximo goleador de la Recopa de Europa                     | Botev Plovdiv           | 1962-63 |
| Deportista búlgaro del año                                 | Levski Sofia            | 1965    |
| Futbolista del año en Bulgaria                             | Levski Sofia            | 1965    |
| Mejor futbolista búlgaro del siglo XX                      | Unión Búlgara de Fútbol | 1999    |
| Top 100 mejores jugadores europeos del siglo XX: puesto 40 | IFFHS                   | IFFHS   |